# أستراليا المفتوحة 2001
هنا قائمة ببطولات أستراليا المفتوحة لسنة 2001:

## الكبار

### فردي رجال
أندريه أغاسي هزم  ارنو كليمان, 6-4, 6-2, 6-2

### فردي سيدات
جينيفر كابرياتي هزم  مارتينا هينغيز, 6-4, 6-3

### زوجي رجال
يوناس بورغمان و تود وودبريدج هزم  بايرون بلاك و ديفيد براينوسيل, 6-1, 5-7, 6-4, 6-4

### زوجي سيدات
سيرينا ويليامز و فينوس ويليامز هزم  ليندسي دافنبورت و كورينا مورارايو, 6-2, 2-6, 6-4

### زوجي مختلط
كورينا مورارايوو  إيليس فيريرا هزم  باربرا سشيت و جوشوا إيغل, 6-1, 6-3

## الشباب

### فردي أولاد
جانكو تيبساريفيك هزم  ياو تزاو وانغ, 3-6, 7-5, 6-0

### فردي بنات
إيلينا يانكوفيتش هزم  صوفيا أرفايدسون, 6-2, 6-1

### زوجي أولاد
ياتاي أبو غزير و لوتشيانو فايتولو

### زوجي بنات
بيتر كيتكوفسكا و باربورا سترايكوفا